# Tuhaň (Mělníki járás)
Tuhaň település Csehországban, a Mělníki járásban. Tuhaň Všetaty, Libiš, Tišice és Kly településekkel határos. Lakosainak száma 840 fő (2024. január 1.).

## Népesség
A település lakosságának változását az alábbi diagram mutatja:
| Lakosok száma | 522  | 651  | 724  | 731  | 602  | 638  | 685  | 760  | 807  | 840  |
|               | 1869 | 1900 | 1921 | 1961 | 1980 | 2011 | 2016 | 2019 | 2021 | 2024 |